# Henry Gamble's Birthday Party
Henry Gamble's Birthday Party è un film del 2015 diretto da Stephen Cone.

## Produzione
Il film aveva un programma di produzione principale di 18 giorni.
Il film è stato girato a Lake Forest, nell'Illinois.

## Distribuzione
Il film è stato presentato per la prima volta il 7 maggio 2015 al Maryland Film Festival.  Il film è stato presentato in anteprima a New York City alla BAMcinemaFest il 25 giugno 2015.

### Home video
L'8 settembre 2015 è stato riferito che Wolfe Video aveva acquisito i diritti di Henry Gamble's Birthday Party con l'intenzione di distribuire il film su VOD e DVD all'inizio del 2016.

## Accoglienza

### Critica
Henry Gamble's Birthday Party ha ricevuto una risposta generalmente positiva dalla critica. Il film detiene un punteggio "fresco" dell'80% sul sito Rotten Tomatoes.  Su Metacritic, il film ha un punteggio di 59 su 100, basato su 4 critici, che indicano "recensioni miste o medie".
Frank Scheck di The Hollywood Reporter ha descritto il film come un lavoro "un po 'meno riuscito" del film del 2011 di Cone The Wise Kids, ma ha comunque lodato: "Il film funziona meglio nei suoi momenti più tranquilli, specialmente nella sua toccante scena climatica in cui Henry Sensitivamente, interpretato da Doman nel suo debutto cinematografico, si concede finalmente di agire sui suoi impulsi repressi, aggiungendo una nota di speranza al precedente tumulto, ricordandoci ancora una volta che il cuore vuole inevitabilmente ciò che vuole."  Carson Kohler di Vox ha anche elogiato il film, scrivendo: "Ci sono così tante questioni sostanziali che questa festa di compleanno illumina: la sessualità, la chiesa, la sessualità e la chiesa, e questa è una delle questioni."  Joe Ehrman-Dupre di Indiewire ha elogiato il film come "miracoloso" e ha scritto:
Ben Kenigsberg del The New York Times  ha dato al film una recensione più varia, tuttavia, descrivendo Cone come "non uno scrittore sofisticato" e osservando, "Henry Gamble's Birthday Party si sente sincera ma non compiuta, empatica ma non profonda."

## Citazioni cinematografiche
- Uno dei regali ricevuti dal protagonista è il DVD del film Kaboom di Gregg Araki.
- In un dialogo è menzionato il film Spy Kids.
- In una scena del film viene mostrata la scena finale del cortometraggio Il palloncino rosso.

## Riconoscimenti
- 2015 - Chicago International Film Festival
  - Silver Q Hugo Award
- 2015 - Sidewalk Film Festival[5][12]
  - SHOUT Jury Award
  - Audience Narrative Award
- 2016 - Cleveland International Film Festival
  - Nomination Best American Independent Feature Film
- 2017 - Chicago Independent Film Critics Circle Awards
  - Nomination Best Chicago Film